# Thảo điền

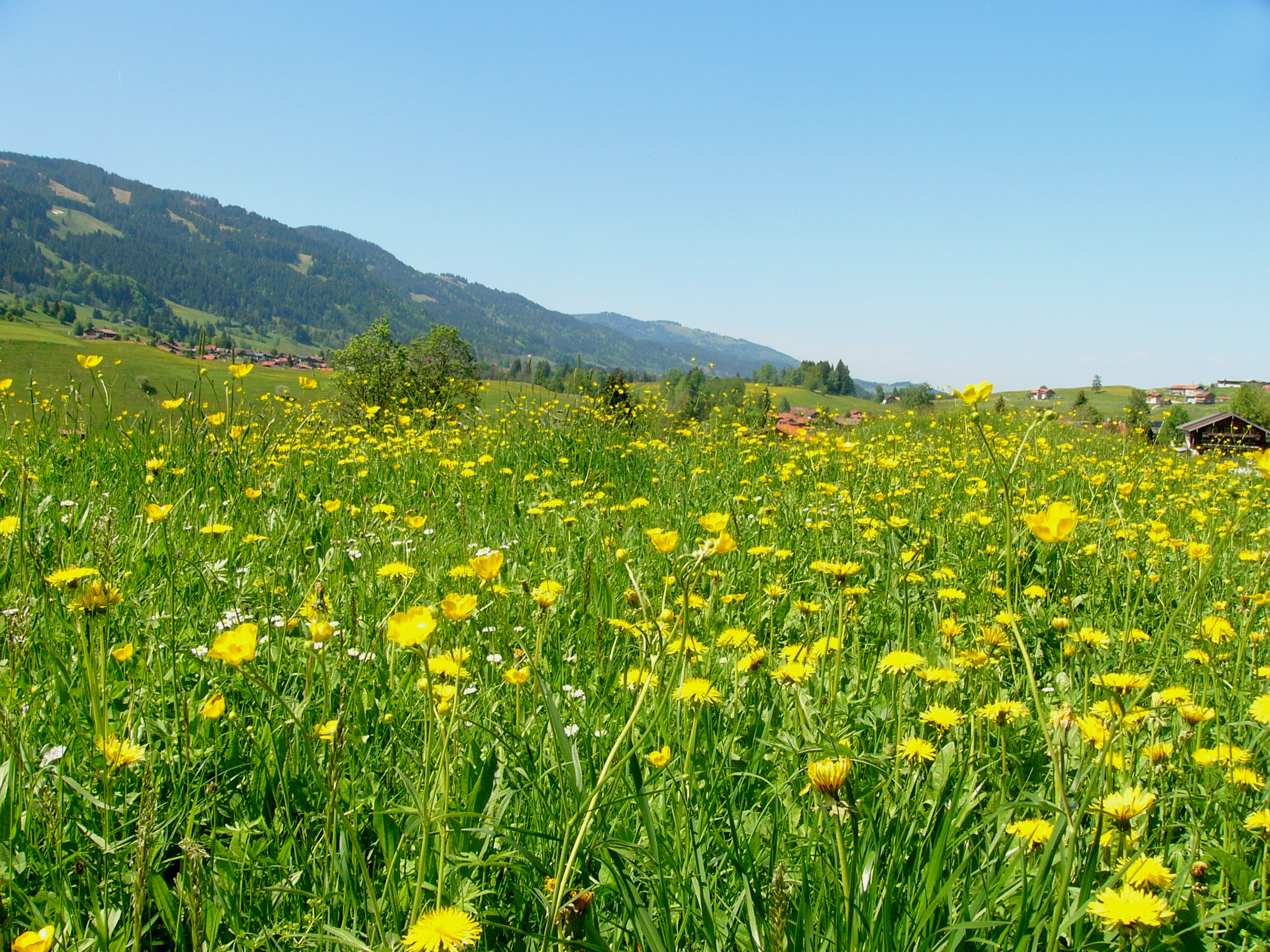
Thảo điền đầy hoa dại

Thảo điền (tiếng Anh: meadow) là một môi trường sống mở hoặc cánh đồng, được bao phủ bởi cỏ, thảo mộc và các loại cây thân thảo khác. Cây cối hoặc bụi rậm có thể mọc thưa thớt trên đồng cỏ, miễn là những khu vực này duy trì đặc tính thoáng. Thảo điền có thể mọc tự nhiên hoặc được tạo ra nhân tạo từ cây bụi hoặc rừng cây đã phát quang. Chúng có thể xuất hiện tự nhiên trong những điều kiện thuận lợi (thảo điền vĩnh cửu), nhưng chúng thường được con người duy trì để sản xuất cỏ khô, thức ăn gia súc hoặc chăn thả gia súc.
Thảo điền thu hút vô số động - thực vật hoang dã đến sinh sống. Đây là địa điểm để sinh vật kết đôi, làm tổ, góp nhặt thức ăn, thụ phấn và đôi khi còn là nơi ẩn náu nếu thảm thực vật đủ chiều cao, khiến những nơi này mang tầm quan trọng về mặt sinh thái. Có nhiều loại thảo điền, ví dụ thảo điền nông nghiệp, thảo điền chuyển tiếp và thảo điền vĩnh viễn; mỗi loại đều có ý nghĩa quan trọng đối với hệ sinh thái. Thảo điền có thể có nguồn gốc tự nhiên hoặc được tạo ra một cách nhân tạo từ việc dọn dẹp cây bụi hoặc đốn gỗ.
- Thảo điền nông nghiệp: là loại đồng cỏ thường không có gia súc gặm cỏ mà người ta thường để cỏ mọc tự do nhằm thu hoạch làm cỏ khô.
- Thảo điền chuyển tiếp: là loại cánh đồng, đồng cỏ chăn thả gia súc, trang trại hoặc những mảnh đất trống không có hoạt động cắt cỏ hoặc gặm cỏ, xuất hiện sự phát triển tự phát mạnh mẽ của các loài cỏ và hoa dại.[2]
- Thảo điền vĩnh viễn: còn gọi là thảo điền tự nhiên, tức là loại đồng cỏ có những điều kiện khí hậu hoặc thổ nhưỡng chỉ thích hợp cho cỏ và không có sự phát triển của các loài cây thân gỗ.[3]